# Liutgarda di Zähringen (figlia di Bertoldo II)
Liutgarda di Zähringen, detta anche Liutgarda di Calw, (1090 circa – 25 marzo 1131) fu una contessa della stirpe degli Zähringer. Era la figlia minore di Bertoldo II di Zähringen e Agnese di Rheinfelden e nipote dell'anti-re Rodolfo di Rheinfelden. Attraverso il suo matrimonio con Goffredo di Calw († 1131) divenne anche contessa di Calw e contessa palatina del Reno.

## Biografia
Liutgarda sposò il figlio più giovane e unico erede del conte di Calw Adalberto II, Goffredo, a cui fu concesso il palatinato del Reno dall'imperatore Enrico V nel 1113. La sua dote comprendeva anche la fortezza di Schauenburg nell'Ortenau, costruita da suo padre. Questa eredità in seguito portò a una spaccatura tra gli Zähringer e i Welfen. La figlia Uta di Schauenburg, nata dall'unione di Liutgarda e Goffredo, sposò Guelfo I di Toscana nei primi anni 1130. Poiché il padre Goffredo era morto senza un figlio maschio vivente, Guelfo I rivendicò i beni dei suoceri. Ciò porta alla cosiddetta Calwer Erbfehde (faida ereditaria di Calw) tra Guelfo I da un lato e Adalberto IV di Calw, nipote di Goffredo, e Corrado di Zähringen, figlio di Bertoldo II, dall'altra.
Liutgarda fu una benefattrice dell'abbazia di Zwiefalten, al quale donò terre e foreste vicino a Türkheim e Fellbach.

## Figli
- Goffredo († prima del 1131/32);
- Liutgarda; ∞ NN Verli, cavaliere "aus der rauhen Alb";
  - Filippo, prevosto dell'abbazia di Sindelfingen e non avente diritto all'eredità;
- Uta di Schauenburg († 1196), detta "duchessa di Schauenburg" ∞ prima del gennaio 1133 Guelfo I di Toscana († 15 dicembre 1191).

## Ascendenza
|                          |                     |                  | Genitori             |  |  | Nonni |  |  | Bisnonni                  |  |  | Trisnonni |  |
|                          |                     |                  |                      |  |  |       |  |  | Bezelino di Villingen (?) |  |  | …         |  |
|                          |                     |                  |                      |  |  |       |  |  | Bezelino di Villingen (?) |  |  | …         |  |
|                          |                     | …                |                      |  |  |       |  |  | Bezelino di Villingen (?) |  |  |           |  |
| Bertoldo I di Zähringen  |                     |                  |                      |  |  |       |  |  | Bezelino di Villingen (?) |  |  |           |  |
|                          |                     | …                | …                    |  |  |       |  |  |                           |  |  |           |  |
|                          |                     | …                | …                    |  |  |       |  |  |                           |  |  |           |  |
|                          |                     | …                | …                    |  |  |       |  |  |                           |  |  |           |  |
| Bertoldo II di Zähringen |                     | …                |                      |  |  |       |  |  |                           |  |  |           |  |
|                          |                     | …                | …                    |  |  |       |  |  |                           |  |  |           |  |
|                          |                     | …                | …                    |  |  |       |  |  |                           |  |  |           |  |
|                          |                     | …                | …                    |  |  |       |  |  |                           |  |  |           |  |
| Richwara di Carinzia     |                     | …                |                      |  |  |       |  |  |                           |  |  |           |  |
|                          |                     | …                | …                    |  |  |       |  |  |                           |  |  |           |  |
|                          |                     | …                | …                    |  |  |       |  |  |                           |  |  |           |  |
|                          |                     | …                | …                    |  |  |       |  |  |                           |  |  |           |  |
| Liutgarda di Zähringen   |                     | …                |                      |  |  |       |  |  |                           |  |  |           |  |
|                          | Kuno di Rheinfelden | …                |                      |  |  |       |  |  |                           |  |  |           |  |
|                          | Kuno di Rheinfelden | …                |                      |  |  |       |  |  |                           |  |  |           |  |
|                          | Kuno di Rheinfelden | …                |                      |  |  |       |  |  |                           |  |  |           |  |
| Rodolfo di Svevia        | Kuno di Rheinfelden |                  |                      |  |  |       |  |  |                           |  |  |           |  |
|                          |                     | …                | …                    |  |  |       |  |  |                           |  |  |           |  |
|                          |                     | …                | …                    |  |  |       |  |  |                           |  |  |           |  |
|                          |                     | …                | …                    |  |  |       |  |  |                           |  |  |           |  |
| Agnese di Rheinfelden    |                     | …                |                      |  |  |       |  |  |                           |  |  |           |  |
|                          |                     | Oddone di Savoia | Umberto I Biancamano |  |  |       |  |  |                           |  |  |           |  |
|                          |                     | Oddone di Savoia | Umberto I Biancamano |  |  |       |  |  |                           |  |  |           |  |
|                          |                     | Oddone di Savoia | Ancilia d'Aosta      |  |  |       |  |  |                           |  |  |           |  |
| Adelaide di Savoia       |                     | Oddone di Savoia |                      |  |  |       |  |  |                           |  |  |           |  |
|                          |                     | Adelaide di Susa | Olderico Manfredi II |  |  |       |  |  |                           |  |  |           |  |
|                          |                     | Adelaide di Susa | Olderico Manfredi II |  |  |       |  |  |                           |  |  |           |  |
|                          |                     | Adelaide di Susa | Berta di Milano      |  |  |       |  |  |                           |  |  |           |  |
|                          |                     | Adelaide di Susa |                      |  |  |       |  |  |                           |  |  |           |  |